# Isaac Stern
Isaac Stern (ucraïnès: Ісаак Стерн, rus: Исаа́к Штерн - Krèmenets, Ucraïna, 21 de juliol de 1920 - Ciutat de Nova York, 22 de setembre de 2001) fou un violinista estatunidenc d'origen ucraïnès, considerat com un dels millors del segle xx.

## Biografia
Es va traslladar amb la seva família a San Francisco quan tenia un any. Va rebre les seves primeres lliçons de música de la seva mare, ingressant al Conservatori de San Francisco a una edat molt primerenca el 1928, on va estudiar violí. Va estar orgullós d'haver estat estudiant de Naoum Blinder. Va debutar en públic el 18 de febrer de 1936, tocant el Concert per a violí Nº3 de Camille Saint-Saëns amb l'Orquestra Simfònica de San Francisco dirigida per Pierre Monteux.
Stern va ser famós pels seus grans enregistraments amb el trio format per ell i el violoncel·lista Leonard Rose, i el pianista Eugene Istomin, i per apadrinar a joves talents (entre els seus descobriments estaven Yo-Yo Ma, Itzhak Perlman i Pinchas Zukerman). També va destacar per salvar el Carnegie Hall el 1960; l'Auditori principal del Carnegie actualment duu el seu nom. Stern va gravar entre altres obres els concerts de Brahms, Bach, Beethoven i Mendelssohn, i treballs més moderns de Samuel Barber, Béla Bartók, Igor Stravinski i Leonard Bernstein.
També va doblar a diversos actors que aparentaven estar tocant el violí en films, un exemple d'això és El violinista a la teulada.

## Premis
El 1979 el govern de la República Popular de la Xina el va convidar a una gira perquè ensenyés, i el film que va resultar d'això, "From Mao to Mozart" ("De Mao a Mozart"), del productor i director Murray Lerner va guanyar l'Oscar de 1980 a Millor Documental. En 1987 li va ser concedit el Premi de la Fundació Wolf de les Arts de Jerusalem.
L'any 2003 va rebre el Premi de Música Polar, un premi concedit per la Reial Acadèmia de Suècia de Música.